# Бахтино (Владимирская область)
Бахтино — деревня в Судогодском районе Владимирской области России, входит в состав Андреевского сельского поселения.

## География
Деревня расположена в 19 км на север от центра поселения посёлка Андреево и 23 км на северо-восток от райцентра Судогды.

## История
В переписных книгах 1678 года деревня Бахтино вместе с частью села Картмазова значилась за Мироном Ивановичем Золотаревым. В 1896 году в Бахтине имелась земская народная школа, в которой числилось 28 учащихся. По данным 1905 года в деревне имелось 88 дворов. 
В конце XIX — начале XX века деревня входила в состав Милиновской волости Судогодского уезда. 
С 1929 года деревня входила в состав Картмазовского сельсовета Судогодского района, позднее в составе Ликинского сельсовета.

## Население
| 1859 | 1897 | 1905 | 1926 | 2002 | 2010 | 2021 |
| ---- | ---- | ---- | ---- | ---- | ---- | ---- |
| 357  | ↗513 | ↗558 | ↗569 | ↘4   | ↘2   | ↗17  |

## Достопримечательности
В деревне имеется Часовня Троицы Живоначальной (1910)